# Носівський майдан
Носівський майдан, також Носівська революція — голодування вчителів та масові протести, що відбулися у травні-червні 1991 в місті Носівці Чернігівської області. Події отримали розголос у всеукраїнських масмедіа й привели до зміни керівників Носівського району.

## Хронологія подій
1 травня 1991 року на Першотравневій демонстрації директори носівських шкіл № 4 М. С. Єфіменко (колишній секретар Носівського РК КПУ), № 2 Г. І. Музиченко та кілька вчителів підняли гасла: «Доки Носівка буде заповідником сталінізму?», «Годі диктатурних сотниченків і приходьків!», «Нестеренко — наклепник і лакей!» та інші.
Кілька днів по тому Носівський міськвиконком вирішує звільнити з роботи згаданих директорів, як не відповідаючих посаді.
20 травня учні школи № 2 пройшли маршем від школи до райкому КПРС у центрі міста з плакатами та вигуками: «Геть руки від нашого директора!». У колоні було 170—200 осіб.
21 травня в повному складі прийшли до будинку райкому учні й батьки (робітники заводів «Победит», цукрового, інших підприємств) школи № 4. Не дочекавшись представників влади, юрба видавила двері в райвиконкомі, побила вікна в райкомі партії й вивіску райгазети «Прапор комунізму». Частина людей пішли до В. Г. Сотниченко додому.
На центральній площі Носівки сіли й оголосили голодування директори шкіл М. С. Єфіменко та Г. І. Музиченко з вимогами визнання незаконним звільнення з роботи, скликання позачергової сесії міськради для вирішення питання про відставку голови М. Д. Братиці та його заступника А. М. Калини, відставка першого секретаря райкому КПУ В. Г. Сотниченко, голови райвиконкому В. А. Приходька і відкликання його з народних депутатів України, звільнення О. Г. Нестеренка з посади редактора райгазети і передання її у відання одного власника — районної Ради, створення незалежної комісії для розслідування зловживань.
26 травня 1991 у санкціонованому мітингу на центральній площі взяли участь 3000 громадян. Вимоги носівчан приїжджали підтримати рухівці з Києва, Чернігова, Ніжина та Прилук. Тоді ж у Носівці сформувався перший Майдан в Україні.
9 червня 1991 відбувся черговий мітинг за участі також близько 3000 громадян.
15 червня до голодуючих на центральній площі Миколи Єфіменка, Григорія Музиченка і Івана Кошового приєднуються Федір Картун (заступник головного лікаря райлікарні) і громадянин поважного віку Зленко. Останній оголосив голодування дещо раніше за відкриття церкви на Вербові, користуючись нагодою створеною основною подією. До голодуючих приєдналися понад 20 носівських «афганців», яких «організували» Іван Кошовий та Ольга Хоменко.
17 червня 1991 на підтримку вимог голодуючих на площі виступили трудові колективи Носівки, які оголосили страйк: заводу «Побєдіт», агробуду, сільгосптехніки, меблевої фабрики, сількомунгоспу, дорвідділу, автобусного парку. Їх представники пішли з лозунгами колонами до центру, стали під очільництво голодуючих і разом прибули до приміщення райвиконкому (донедавна було приміщенням райдержадміністрації). До дверей влади прийшли більше, ніж дві тисячі носівчан, що скандували «ВІД-СТАВ-КА, ВІД-СТАВ-КА, ВІД-СТАВ-КА…».
20 червня В. Г. Сотниченко подала заяву про звільнення з посади першого секретаря райкому партії.
Підсумковий мітинг за участі близько 500 осіб відбувся 23 червня. У резолюції зазначалося: «Вважати основні вимоги резолюцій попередніх мітингів, які зводились перш за все, до відставки керівників районної ради і райкому партії Приходько і Сотниченко виконаними».